# NGC 5079
NGC 5079 este o galaxie spirală situată în constelația Fecioara. A fost descoperită în 11 mai 1784 de către William Herschel. Se află la o distanță de 31,19 de megaparseci de Pământ.